# 1ª Brigata proletaria d'assalto
La 1ª Brigata proletaria d'assalto, in serbo-croato Prva proleterska udarna brigada, in cirillico Прва пролетерска ударна бригада, è stata la prima formazione militare regolare dell'Esercito Popolare di Liberazione della Jugoslavia; venne costituita il 21 dicembre 1941 in Bosnia con alcuni distaccamenti partigiani della Serbia e del Montenegro su decisione di Josip Broz Tito.
La brigata, considerata uno dei reparti più esperti e combattivi, ebbe un ruolo fondamentale soprattutto nel primo periodo della guerra di liberazione sul fronte jugoslavo nel corso della seconda guerra mondiale, contribuendo in modo decisivo ai primi successi partigiani ed a contrastare le offensive degli eserciti occupanti dell'Asse. Durante tutto il conflitto rimase una delle unità più famose dell'Esercito popolare.

## Storia
Tito comunicò per la prima volta la sua decisione di costituire unità regolari mobili partigiane in grado di combattere in ogni regione della Jugoslavia occupata, nella famosa riunione di Drenovo del 7 dicembre 1941; dopo le pesanti sconfitte subite contro i tedeschi e la distruzione della "repubblica di Užice", egli riteneva indispensabile una radicale riorganizzazione delle forze partigiane. La nuova formazione venne ufficialmente costituita il 21 dicembre 1941 a Rudo, il giorno del compleanno di Stalin, e venne denominata brigata "proletaria" d'assalto di liberazione nazionale; questa denominazione suscitò le vivaci critiche del Comintern e della dirigenza sovietica che ritennero il termine "proletaria" troppo strettamente legato all'ideologia comunista e privo delle connotazioni unitarie e patriottiche ritenute indispensabili per suscitare il consenso tra tutta la popolazione. In realtà, secondo Milovan Đilas il termine non identificava l'appartenenza esclusivamente operaia dei partigiani ma era utilizzato come attributo onorifico premiante una "unità modello"; di fatto la maggior parte dei partigiani della 1ª Brigata erano membri del partito comunista jugoslavo o della gioventù comunista, mentre i veri operai erano solo una piccola parte.

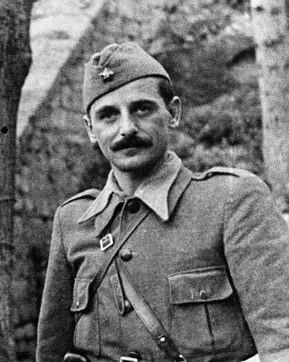
Koča Popović, il primo comandante della 1ª Brigata proletaria.

Dopo la diramazione da parte di Tito il 20 dicembre 1941 del decreto di costituzione della "brigata proletaria d'assalto", il giorno seguente il commissario politico Filip Kljajić "Fića" parlò per la prima volta alle truppe schierate e assunse il comando fino al 29 dicembre quando Koča Popović, veterano della guerra di Spagna e della repubblica di Užice, prese la direzione della nuova unità mentre Kljajić rimase commissario politico. La brigata venne formata con sei battaglioni, due del Montenegro e quattro della Serbia provenienti da Kragujevac, Kraljevo, Šumadija e Belgrado. In totale i partigiani presenti nella brigata proletaria erano circa 1.200, privi di armamenti pesanti ma ben equipaggiati con armi automatiche individuali; la nuova organizzazione sarebbe stata il modello delle numerose altre formazioni che il comando supremo di Tito avrebbe costituito nei mesi seguenti. Il 21 dicembre, data della formazione della 1ª Brigata proletaria in un primo tempo divenne il giorno ufficiale della festa dell'Esercito popolare di liberazione, fino al momento della rottura con Stalin e del violento contrasto con l'Unione Sovietica dopo la fine della guerra quando i capi jugoslavi decisero di spostare di un giorno la data della ricorrenza fissandola al 22 dicembre.
Durante la guerra di liberazione la 1ª Brigata proletaria d'assalto fu in azione per 1.240 giorni e prese parte a 530 combattimenti; quasi ogni due giorni quindi partecipò a scontri con il nemico, mentre nei restanti giorni in prevalenza fu impegnata in estenuanti marce attraverso il territorio jugoslavo per sfuggire alle offensive dell'Asse. I partigiani della brigata percorsero durante il conflitto oltre 22.000 chilometri e subirono pesanti perdite; su 22.000 combattenti che militarono nell'unità, 7.500 furono i morti, feriti e dispersi. La Prva proleterska fu molto efficace nella guerra e rivendicò di aver inflitto migliaia di perdite agli eserciti nemici; inoltre dai ranghi della formazione provennero circa 3.000 partigiani che assunsero posizioni di rilievo dirigendo altri reparti dell'Esercito popolare; in riconoscimento dei loro comportamento in azione, 83 partigiani della brigata ricevettero l'onorificenza di "Eroi nazionali".
Alla 1ª Brigata proletaria furono assegnati numerosi riconoscimenti al valore: l'"Ordine della Liberazione Nazionale", l'"Ordine della Stella partigiana", l'"Ordine della Fratellanza e Unità" e l'"Ordine al Merito"; in occasione del quindicesimo anniversario della battaglia della Sutjeska, nel mese di giugno 1958, venne anche conferito l'Ordine dell'Eroe nazionale alla brigata nel suo complesso.

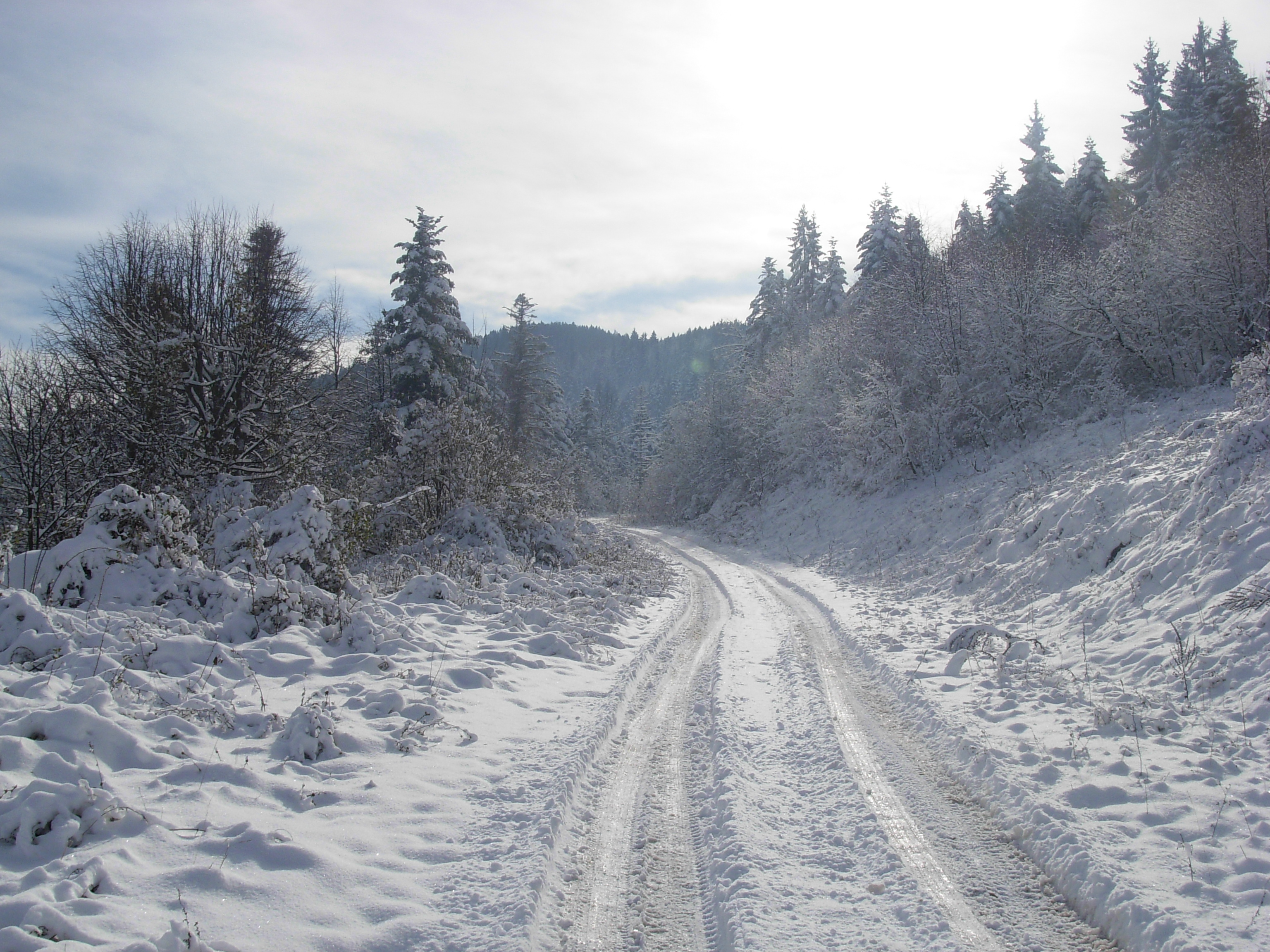
Un tratto della strada sul monte Igman.

La nuova formazione partigiana entrò per la prima volta in combattimento già il giorno seguente la sua costituzione e prese parte, insieme al quartier generale supremo di Tito, al tentativo di espandere il territorio libero in Bosnia orientale dove aveva ripiegato il nucleo principale delle forze dopo la disfatta in Serbia. I tedeschi reagirono rapidamente all'aggressività dei partigiani nelle regioni minerarie di Vareš, Breza e Zenica, e sferrarono una nuova offensiva dal 17 al 23 gennaio 1942 che diede origine a violente battaglie. La 1ª brigata combatté duramente a Han Pijesak il 19 gennaio e quindi difese coraggiosamente Rogatica contro gli attacchi della 342. Infanterie-Division. Nonostante l'efficace resistenza, i partigiani non poterono fermare l'avanzata nemica e la 1ª Brigata dovette intervenire per coprire la ritirata del comando supremo di Tito verso Foča dal 19 al 23 gennaio 1942. Mentre una parte delle forze partigiane riuscivano a ripiegare in salvo, il grosso della 1ª brigata, 730 combattenti e 50 feriti con il comando di Popović e Klijajć, rimase isolato e dovette marciare verso Foča passando attraverso la pianura a sud di Sarajevo e valicando l'impervio monte Igman; la ritirata, effettuata in pieno inverno con un tempo proibitivo e temperature molto basse, fu estremante faticosa e mise a dura prova i partigiani. Nonostante le difficoltà, la manovra ebbe successo e la maggior parte della brigata proletaria si congiunse a Foča con il gruppo del comando supremo entro il 28 gennaio 1942; i partecipanti alla sfibrante ritirata ricevettero in ricordo del drammatico evento, la cosiddetta marcia dell'Igman, il soprannome onorifico di Igmanči, gli uomini del monte Igman.

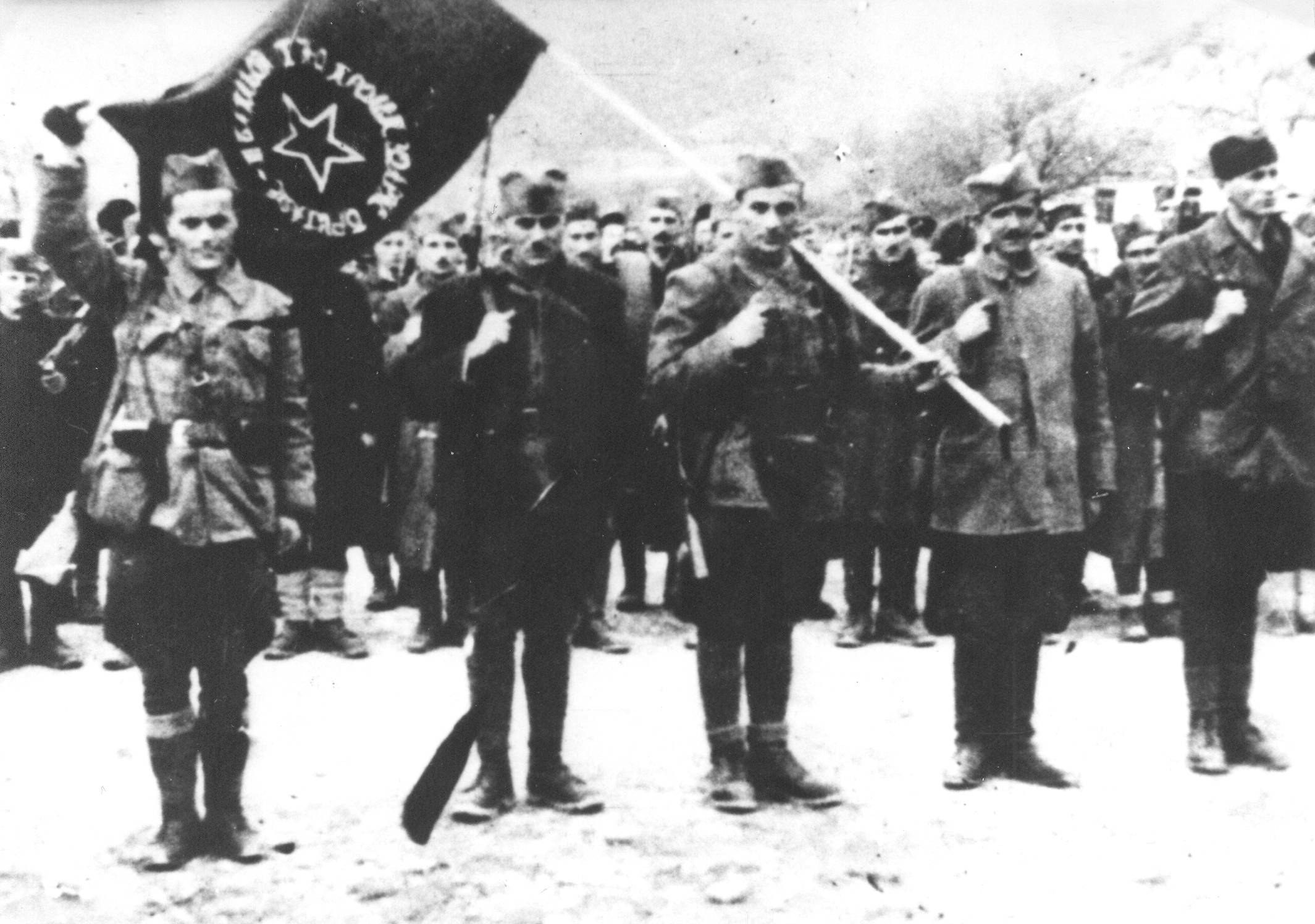
Partigiani della 1ª Brigata proletaria (Prva proleterska brigada) a Foča nel marzo 1942.

Dopo una breve pausa operativa, alcuni reparti della 1ª Brigata proletaria rientrarono in azione nel marzo 1942 per stabilizzare la situazione dei partigiani in Bosnia orientale; dal 7 al 18 marzo 1942 vennero riconquistate dai combattenti della 1ª proletaria, insieme ai reparti della nuova 2ª Brigata proletaria, le cittadine di Srebrenica, Bratunac e Vlasenica. I successi partigiani in Bosnia orientale spinsero le potenze dell'Asse a sferrare una nuova offensiva, l'operazione Trio, che ebbe inizio il 22 aprile e diede luogo a pesanti combattimenti; la 1ª Brigata cercò di rallentare l'avanzata concentrica del nemico verso Foča, ma il 10 maggio la città dovette essere evacuata e il gruppo partigiano principale, compreso le due brigate proletarie, ripiegò con successo sulla direttrice Foča-bosco Hum-monte Durmitor. La situazione partigiana in Montenegro però era estremamente critica e, nonostante l'intervento della 1ª e 2ª Brigata proletaria, italiani e cetnici guadagnarono progressivamente terreno. Tito dovette ordinare la completa evacuazione del Montenegro; la 1ª Brigata proletaria ripiegò verso il monte Golija e per guadagnare tempo bloccò la strada da Antovac a Krstac, mentre le altre forze partigiane si ritiravano dal Durmitor verso il Vučevo e il Zelen Gora.
Dopo la ritirata generale dal Montenegro e l'Erzegovina, Tito prese la decisione di trasferire le forze operative partigiane in Bosnia occidentale dove la resistenza era in pieno sviluppo; il 24 giugno 1942 il raggruppamento principale partigiano si mise in movimento e la 1ª Brigata proletaria fece parte, insieme alla 3ª Brigata proletaria d'assalto del Sangiaccato, della colonna meridionale che comprendeva anche Tito e parte del quartier generale. La 1ª Brigata inizialmente raggiunse la stazione di Rastelica e distrusse parte della linea ferroviaria Sarajevo-Mostar tra cui alcuni ponti e il tunnel di Bradina, quindi ricevette dal comando supremo l'ordine di marciare su Konjic. L'attacco alla città, sferrato dalla brigata di Koča Popović nella notte del 7-8 luglio 1942 ebbe successo, i partigiani entrarono a Konjic e raccolsero molte armi, equipaggiamenti e viveri abbandonati dalla guarnigione croata che aveva ripiegato verso Mostar.
Dopo il successo a Konjic la brigata conquistò il 10 luglio Šćit ma il 16 luglio le formazioni del gruppo settentrionale furono respinte a Bugojno e anche una parte della 1ª proletaria subì un insuccesso a Donji Vakuf. Tito decise di modificare i suoi piani e l'offensiva partigiana riprese vittoriosamente: la 1ª brigata proletaria partecipò ai riusciti attacchi contro Šujic e Duvno, che vennero conquistate alla fine di luglio, e all'importante vittoria di Livno del 4-5 agosto; la città venne totalmente occupata entro il 7 agosto 1942 in collaborazione con la 3ª Brigata. In ottobre 1942, la formazione partecipò alla liberazione di Ključ, e alla fine del mese di ottobre era impegnata contro i cetnici e le forze italiane nel settore di Bosansko Grahovo.

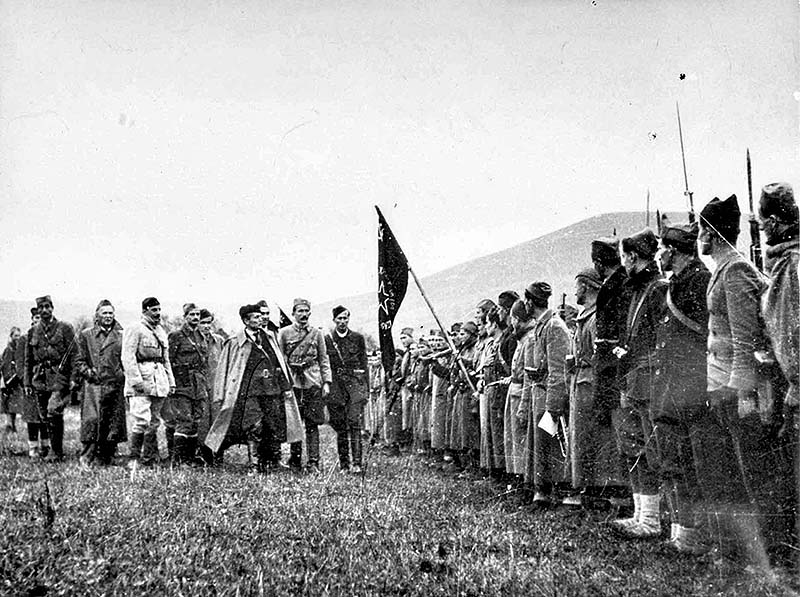
7 novembre 1942: Tito passa in rivista a Bosanski Petrovac i partigiani della 1ª Brigata proletaria; si riconoscono Koča Popović, il terzo da sinistra, Filip Klijaić, il quarto, e Danilo Lekić, il sesto da sinistra, accanto a Tito.

Il 1 novembre 1942 il Comando supremo partigiano decise la costituzione delle prime divisioni dell'Esercito popolare e la 1ª Brigata proletaria entrò a far parte della 1ª Divisione proletaria di cui assunse il comando Koča Popović; il comando della brigata venne assegnato all'esperto Danilo Lekić. Il 7 novembre 1942 a Bosanski Petrovac, Tito in persona passò in rivista la 1ª brigata a cui fu consegnò, in riconoscimento del suo valore, una bandiera proletaria. Dal novembre 1942 al gennaio 1943 la brigata continuò le operazioni in Bosnia centrale per estendere il nuovo "territorio libero" partigiano; dopo alcuni combattimenti nella valle del Vrbas, l'unità nella notte del 19-20 novembre conquistò il caposaldo nemico di Sitnica mentre nella notte del 25-26 novembre prese parte, insieme ad altre formazioni partigiane, all'attacco e alla liberazione di Jajce. Nei mesi seguenti la 1ª Brigata proletaria ottenne continui successi: a dicembre liberò Skender Vakuf e Kotor Varoš; a gennaio 1943 contribuì alla liberazione di Teslić e di Prnjavor, in queste battaglie inflisse pesanti perdite al nemico, catturò numerosi prigionieri e raccolse grande quantità di materiale bellico.

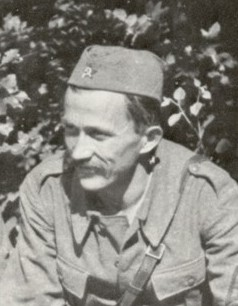
Danilo Lekić comandò la 1ª Brigata nelle grandi battaglie della Neretva e della Sutjeska.

Il 16 gennaio 1943 le forze dell'Asse diedero inizio alla grande operazione Weiss per accerchiare e distruggere il gruppo principale di Tito; i partigiani riuscirono a rallentare l'avanzata tedesca e iniziarono la ritirata verso sud; in sei giorni di marcia la 1ª Brigata, inquadrata nella 1ª Divisione proletaria, ripiegò dal settore di Banja Luka verso la valle del fiume Neretva in Erzegovina. Entro il 20 febbraio 1943 la brigata giunse a nord di Konjic dopo aver occupato il centro strategico di Ivan Sedlo; a questo punto tuttavia il comandante dell'unità, Danilo Lekić, prese la precipitosa e imprudente decisione di ignorare gli ordini del comando supremo e attaccare subito nella notte con due battaglioni la città di Konjic che era difesa da una forte guarnigione italiana. L'attacco venne duramente respinto e la brigata si trovò in grave difficoltà essendo bloccata dagli italiani e contemporaneamente attaccata il 21 febbraio dai tedeschi che riconquistarono Ivan Sedlo. La situazione dei partigiani divenne critica; anche i successivi attacchi a Konjic furono respinti e Tito dovette cambiare i suoi piani. Alcune brigate, tra cui la 1ª proletaria furono concentrate contro le forze tedesche che furono sconfitte dal 3 al 5 marzo a Gornji Vakuf salvaguardando le posizioni sulla Neretva; dopo questa importante vittoria le formazioni partigiane poterono iniziare l'attraversamento della Neretva sui resti del ponte di Jablanica. La 1ª Brigata proletaria, insieme al resto della 1ª Divisione, fu impegnata inizialmente a coprire il passaggio delle altre divisioni tra Gornji Vakuf, Jablanica e Prozor; dall'11 marzo anche i partigiani di Lekić attraversarono il fiume con successo, mentre gli ultimi reparti della 1ª Divisione passarono la Neretva il 15 marzo.
Dopo l'attraversamento del fiume il gruppo principale partigiano di Tito iniziò la marcia verso sud entrando in Erzegovina e Montenegro in direzione della Drina; la 1ª Brigata prese parte ai duri combattimenti contro le forze cetniche che cercavano di fermare l'avanzata partigiana. Dal 15 al 17 marzo 1943 sconfisse i cetnici a Glavatičevo e sulla Lipeta planina, mentre la sera del 22-23 marzo partecipò ai violenti scontri a Kalinovik. In queste battaglie i cetnici subirono pesanti sconfitte, e la brigata fu lodata dal Comando supremo. Alla fine di marzo le forze partigiane iniziarono l'operazione Drina; la 1ª Brigata proletaria ebbe notevoli difficoltà iniziali a superare il fiume; fu solo l'8 aprile che dopo pesanti combattimenti la formazione riuscì a costituire una piccola testa di ponte a Ustikolina e conquistare le alture di Kučibrdo. La sera del 9 aprile arrivarono oltre il fiume anche le altre brigate della 1ª Divisione proletaria e l'11 aprile 1943 i partigiani attaccarono in forze lo schieramento difensivo italiano della divisione alpina "Taurinense". La battaglia di Ifsar, combattuta dalla 1ª Brigata proletaria e dalla 3ª Brigata della Craina, si concluse il 12 aprile con la sconfitta degli alpini e la conquista di Čajniče. Queste vittorie permisero al gruppo principale partigiano di avanzare a est della Drina nel territorio del Sangiaccato e del Montenegro; i partigiani ottennero brillanti successi espandendo il territorio del nuovo "stato di Tito" e mettendo in grave difficoltà gli italiani schierati in Montenegro. All'inizio di maggio la 1ª Brigata proletaria raggiunse la zona di Bijelo Polje e a Dobrakovo distrusse in un agguato una autocolonna italiana.

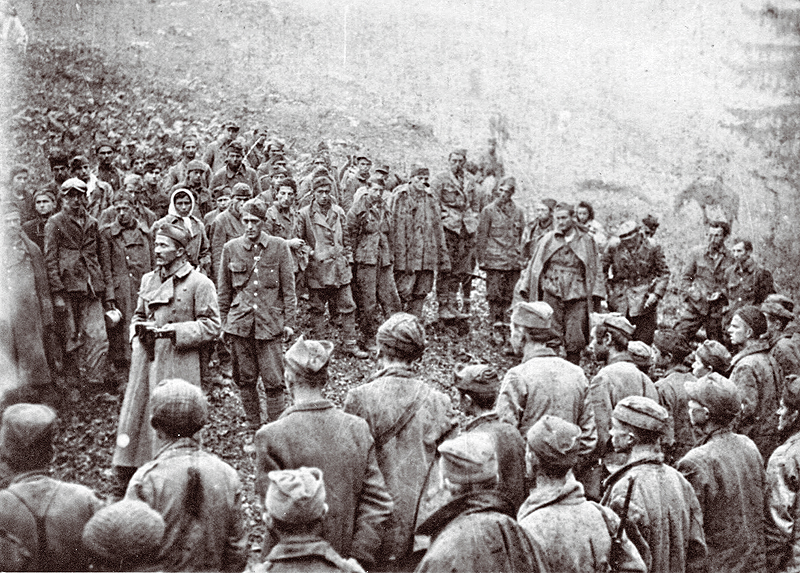
Danilo Lekić esorta i partigiani della 1ª Brigata proletaria prima dell'attacco decisivo di sfondamento a Balinovac del 10 giugno 1943 durante la battaglia della Sutjeska.

Le vittorie partigiane in Montenegro furono di breve durata, l'alto comando tedesco stava per sferrare l'operazione Schwarz per accerchiare e distruggere definitivamente le forze principali nemiche. L'offensiva dell'Asse ebbe inizio il 15 maggio 1943 e colse di sorpresa i partigiani; Tito non prese decisioni strategiche fino al 18 maggio quando ordinò alla 1ª Brigata proletaria di sospendere l'avanzata in Montenegro e risalire subito da Bijelo Polje a Foča. La brigata si impegnò in una marcia forzata di settanta chilometri e la sera del 21 maggio raggiunse Čelebići dove contrattaccò subito, nonostante la stanchezza e l'esaurimento, un reparto domobrano croato che venne sconfitto; il 22 maggio i partigiani riconquistarono i villaggi di Zavajit e Kušlat. Nonostante il successo locale, la situazione strategica delle forze partigiane stava rapidamente diventando critica; Tito raggruppò cinque brigate, tra cui la 1ª proletaria, nel settore di Foča per sfondare l'anello d'accerchiamento tedesco verso sud-est; il 24 e 25 maggio le formazioni partigiane sferrarono quindi una serie di violenti attacchi ma non riuscirono a superare la resistenza delle divisioni nemiche.
Dal 28 maggio la 1ª Brigata iniziò la ritirata in direzione della Bosnia attraversando la Tara sul ponte di Uzlup; nei giorni seguenti i partigiani ripiegarono con estrema difficoltà per cercare di sfuggire all'annientamento; la 1ª proletaria fece parte del primo gruppo di brigate dove si trovava anche il quartier generale supremo e seguì la via aperta dalle forze di avanguardia salendo sul Vučevo, superando la Sutjeska e raggiungendo lo Zelen Gora. Da quel punto la 1ª Divisione di Koča Popović, che comprendeva la 1ª brigata, passò all'avanguardia e marciò verso nord-ovest per cercare un varco verso la Bosnia orientale. Il 9 giugno il comando della 1ª Divisione prese autonomamente la decisione di non attendere il grosso con il quartier generale supremo e sferrare subito l'attacco a Balinovac. La 1ª Brigata proletaria ebbe un ruolo decisivo; Danilo Lekić guidò personalmente le sue truppe in un disperato attacco in massa con tutte le forze disponibili il 10 giugno 1943 e riuscì a sfondare le linee tedesche; alcuni reparti tedesco-croati della 369ª Divisione fanteria crollarono e lasciarono aperta la strada ai partigiani. Attraverso il varco aperto dalla 1ª Brigata proletaria a Balinovac entro il 14 giugno passarono in salvo il quartier generale con Tito e tutte le formazioni del primo gruppo. La brigata di Lekić subì pesanti perdite nella battaglia della Sutjeska, 438 morti su 1541 combattenti, il 30% degli effettivi, ma contribuì in modo determinante alla salvezza di gran parte delle forze partigiane.

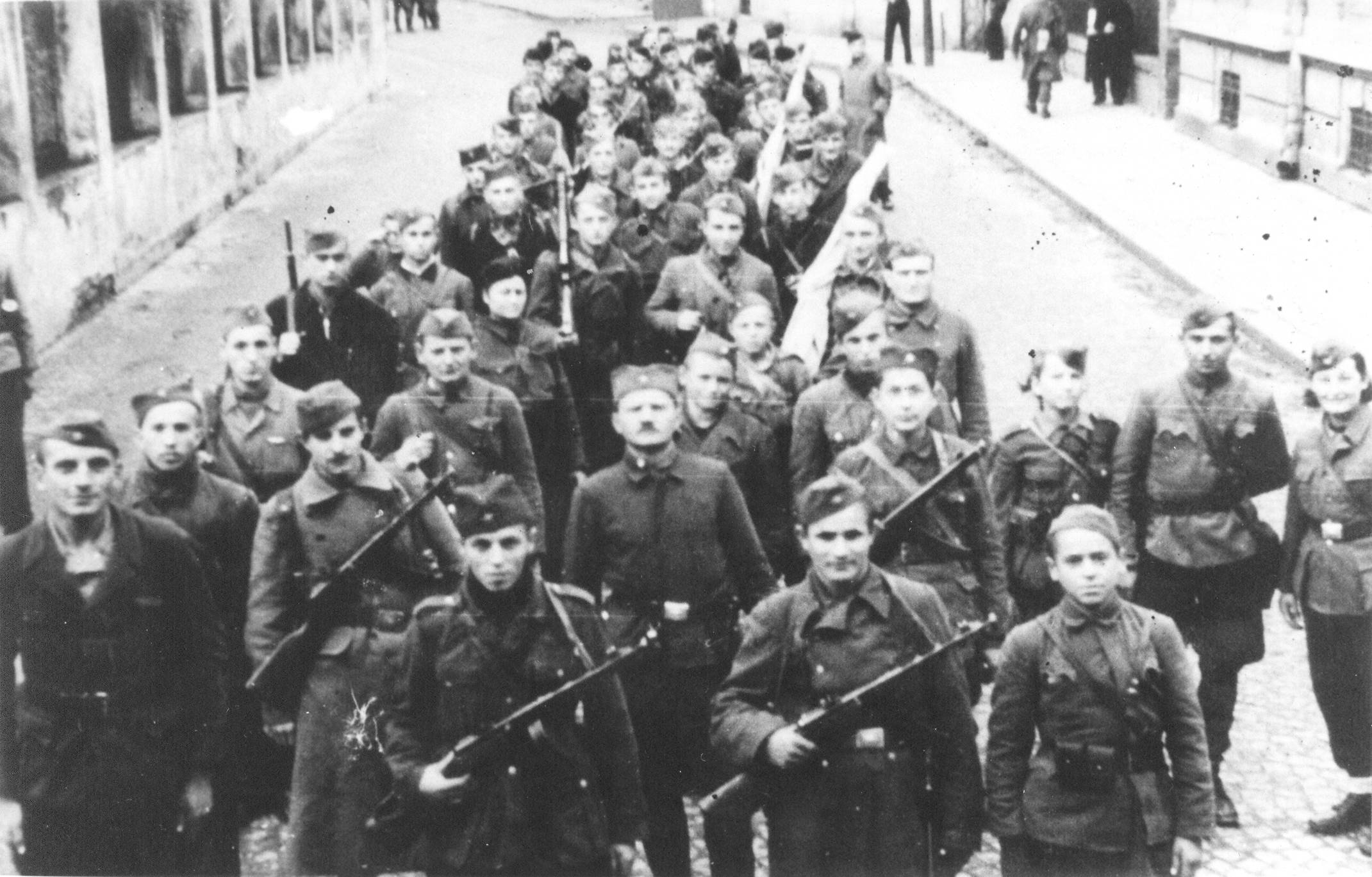
Partigiani della brigata dopo la liberazione di Belgrado nel novembre 1944.

Dopo la sanguinosa battaglia le forze partigiane si ricostituirono nella Bosnia orientale e in luglio e agosto la 1ª Brigata riprese le azioni offensive combattendo nuovi scontri a Vlasenica, Drinjača, Zvornik e sulla linea Sarajevo-Zenica. Nel mese di settembre 1943 invece venne impiegata nell'audace avanzata in Dalmazia verso Spalato per sfruttare la situazione venutasi a creare dopo il crollo dell'Italia; la brigata partecipò alla temporanea liberazione della città prima di ripiegare di fronte alla controffensiva tedesca; in ottobre e novembre i partigiani dell'unità furono ancora in combattimento nell'area di Travnik. Nell'inverno del 1943-44 e nella primavera del 1944 la 1ª Brigata proletaria combatté a Jajce, Mrkonjić Grad e Gerzova; quindi prese parte alla manovra su Dvar dove Tito organizzò il suo nuovo quartier generale che venne tuttavia attaccato di sorpresa dalle forze tedesche a partire dal 25 maggio 1944 con l'operazione Rösselsprung; la brigata era schierata, insieme al resto della 1ª Divisione proletaria, tra Mrkonjic Grad e Sipovo e venne attaccata dal 26 maggio da reparti tedeschi di Waffen-SS e dovette battere lentamente in ritirata, pur opponendo accanita resistenza tra Mlinište e Glamoč.

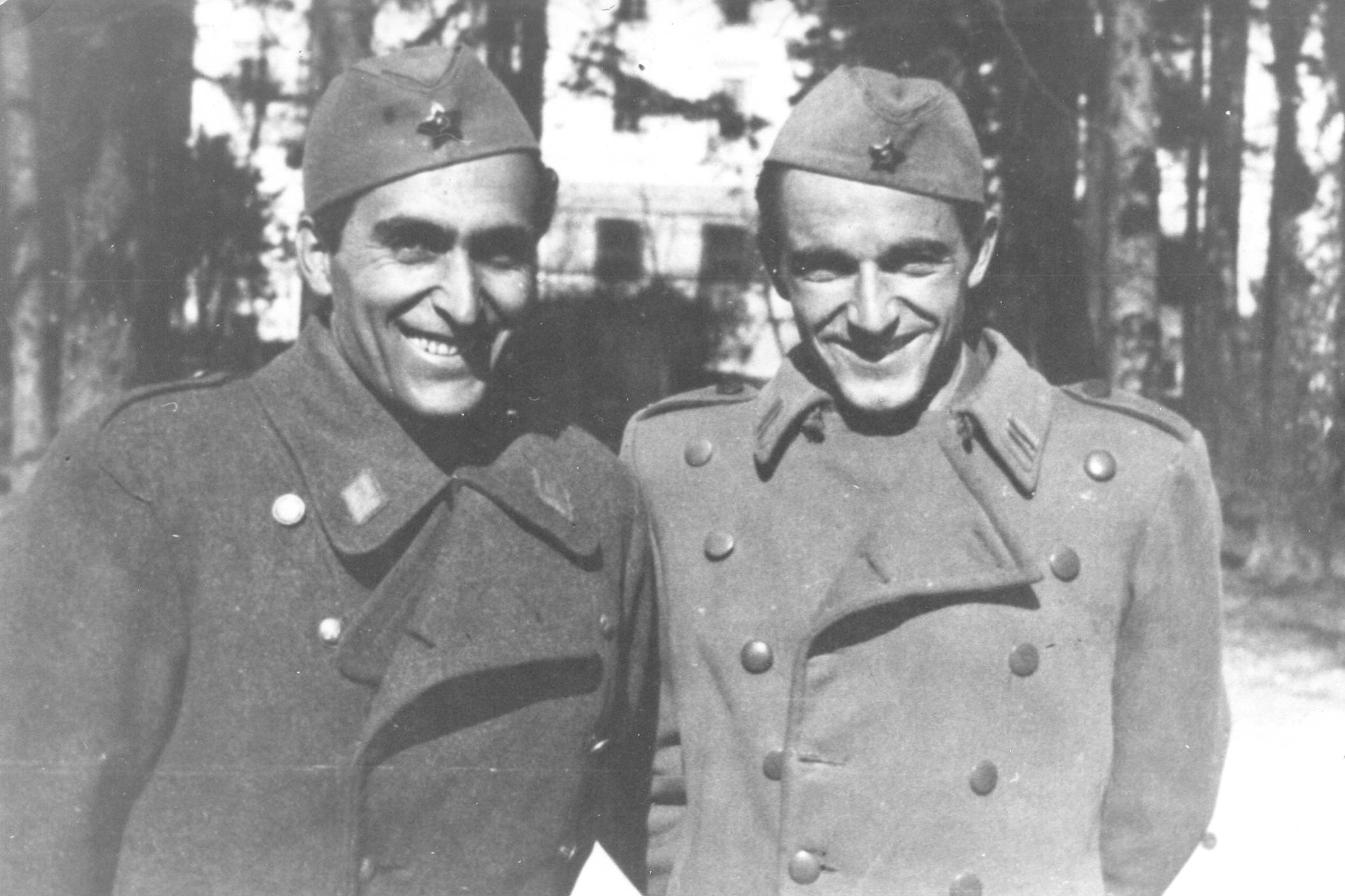
Gajo Vojvodić, comandante della brigata alla fine della guerra, e il commissario politico Komnen Žugić

Nell'ultimo anno di guerra la 1ª Brigata proletaria, guidata dal comandante Gajo Vojvodić e dal commissario politico Komnen Žugić, venne inizialmente trasferita nell'estate 1944 nel Sangiaccato da dove, dopo una serie di combattimenti, entrò a far parte delle formazioni partigiane del I Korpus incaricate di entrare in Serbia. L'offensiva partigiana fu duramente contrastata e la brigata fu impegnata in pesanti scontri contro le forze bulgare e contro i cetnici che vennero sbaragliati a settembre nella battaglia di Jelova Gora. Dopo queste vittorie i partigiani diedero finalmente inizio all'offensiva di Belgrado per liberare la capitale; la 1ª Brigata occupò nella prima fase Bajina Bašta, Valjevo e Ub. A partire dal 15 ottobre 1944 la brigata sferrò l'attacco principale, insieme alla 3ª Brigata della Craina, all'interno dell'area urbana di Belgrado; i partigiani riuscirono ad aprirsi la strada, nonostante la dura resistenza dei tedeschi, in direzione del parco di Karadjordje e, insieme alle altre brigate del I Korpus e ai mezzi corazzati dell'Armata Rossa, completarono la liberazione della capitale il 20 ottobre 1944.
Dopo questa prestigiosa vittoria, la 1ª Brigata proletaria rimase in combattimento, e a dicembre venne schierata sul difficile fronte della Sirmia dove rimase per tutto l'inverno; finalmente il 12 aprile 1945 l'Esercito popolare di liberazione riuscì a sfondare il fronte tedesco sulla Sirmia e la brigata prese parte alle operazioni in Slavonia e all'offensiva finale su Zagabria; la 1ª proletaria combatté l'ultima battaglia per la liberazione della capitale croata, dove le sue truppe entrarono vittoriosamente il 9 maggio 1945.

## Composizione originaria della 1ª Brigata proletaria d'assalto

### I battaglione (montenegrino)/Prvi (crnogorski) bataljon
- comandante Pero Ćetković
- commissario politico Jovo Kapičić

### II battaglione (montenegrino)/Drugi (crnogorski) bataljon
- comandante Radovan Vukanović
- commissario politico Mojsije Mitrović

### III battaglione (Kragujevac)/Treći (kragujevački) bataljon
- comandante Radisav Nedeljković "Raja"
- commissario politico Sava Radojčić "Feđa"

### IV battaglione (Kraljevo)/Četvrti (kraljevački) bataljon
- comandante Pavle Jakšić
- commissario politico Miro Dragišić "Piper"

### V battaglione (Šumadija)/Peti (šumadijski) bataljon
- comandante Milan Ilić "Čiča"
- commissario politico Dragan Pavlović "Šilja"

### VI battaglione (Belgrado)/Šesti (beogradski) bataljon
- comandante Miladin Ivanović
- commissario politico Čedomir Minderović "Čeda"

## Eroi nazionali della 1ª Brigata proletaria d'assalto
Circa 22.000 partigiani combatterono, in tre anni e mezzo di guerra, nelle file della brigata, di cui 83 ricevettero il riconoscimento di Narodni heroj Jugoslavije, "Eroi nazionali della Jugoslavia"; alcuni dei più famosi furono:
- Milan Antončić Velebit
- Krsto Bajić
- Hamid Beširević
- Ante Bilobrk
- Edo Blažek
- Miloš Bobičić
- Dragoljub Božović Žuća
- Božo Božović
- Nikola Bubalo
- Savo Burić
- Dimitrije Vojvodić Zeko
- Đoko Vojvodić
- Jovan Vučković
- Miloš Vučković
- Đuro Vujović
- Špiro Vujović
- Bogdan Vujošević
- Dušan Vujošević
- Jovan Vukanović
- Radovan Vukanović
- Đoko Vukićević

- Radovan Gardašević
- Vojislav Grujić
- Boško Dedejić Pop
- Đura Dimitrijević
- Spasoje Dragović
- Momčilo Dugalić
- Živko Živković
- Komnen Žugić
- Vuksan Đukić
- Milan Ilić Čiča
- Pavle Jakšić
- Mirko Jovanović
- Zdravko Jovanović
- Olga Jovičić "Rita"
- Jovo Kapičić
- Filip Kljajić "Fića"
- Miloš Komatina
- Dušan Korać
- Danilo Lekić "Španac"
- Risto Lekić
- Đuro Lončarević
- Šerif Lojo

- Nikola Ljubičić
- Radoje Ljubičić
- Živan Maričić
- Savo Mašković
- Miloje Milojević
- Danica Milosavljević
- Milosav Milosavljević
- Radisav Nedeljković "Raja"
- Gojko Nikoliš
- Siniša Nikolajević
- Dragan Pavlović Šilja
- Blažo Popivoda
- Koča Popović
- Voja Radić
- Ante Raštegorac
- Vladimir Rolović
- Milan Simović
- Momčilo Moma Stanojlović
- Mijalko Todorović
- Pero Ćetković
- Miodrag Urošević Artem
- Milan Šarac